# (9750) 1989 NE1
1989 أن إي 1 (ويعرف أيضًا باسم (9750) 1989 أن إي 1 وفق تسمية الكوكب الصغير) (بالإنجليزية: 1989 NE1)‏ هو كويكب ضمن حزام الكويكبات؛ وترتيبه 9750 من حيث الاكتشاف.
اكتُشف هذا الجُرم الفلكي بواسطة باميلا إم كيلمارتن في 8 يوليو 1989.

## وصلات خارجية
- (9750) 1989 NE1 في قاعدة بيانات مختبر الدفع النفاث لأجرام النظام الشمسي الصغيرة

- الاكتشاف · مخطط المدار ·  العناصر المدارية · المعلمات المادية

- (9750) 1989 NE1 على موقع ويكي سكاي: DSS2, SDSS, GALEX, IRAS, Hydrogen α, X-Ray, Astrophoto, Sky Map, Articles and images